# Boreomysis tattersalli
Boreomysis tattersalli är en kräftdjursart som beskrevs av O. Tattersall 1955. Boreomysis tattersalli ingår i släktet Boreomysis och familjen Mysidae. Inga underarter finns listade i Catalogue of Life.